# Tynt Meadow Trappist Ale
Tynt Meadow Trappist Ale is een Brits trappistenbier van hoge gisting met een alcoholpercentage van 7,4%. Het bier wordt gebrouwen in de brouwerij van de Abdij van Mount Saint-Bernard in Coalville (Leicestershire).

## Achtergrond
Op 6 maart 2017 trad de abdij van Mount Saint-Bernard toe tot de Internationale Vereniging Trappist. In 2017-2018 werd een brouwerij gebouwd in de abdij en vanaf 9 juli 2018 kwam Tynt Meadow Trappist Ale, een donker bier, op de markt. Op 17 september 2018 kreeg het bier het officiële ATP-label en werd zo het twaalfde officiële trappistenbier in de wereld.
Vermits de naam van de abdij (St Bernard) niet kon gebruikt worden wegens de rechten op de naam van de Belgische St. Bernardus-bieren, werd besloten het bier te noemen naar de heuvel Tynt Meadow nabij de abdij waar de geschiedenis van de abdij begon.